# Dolium

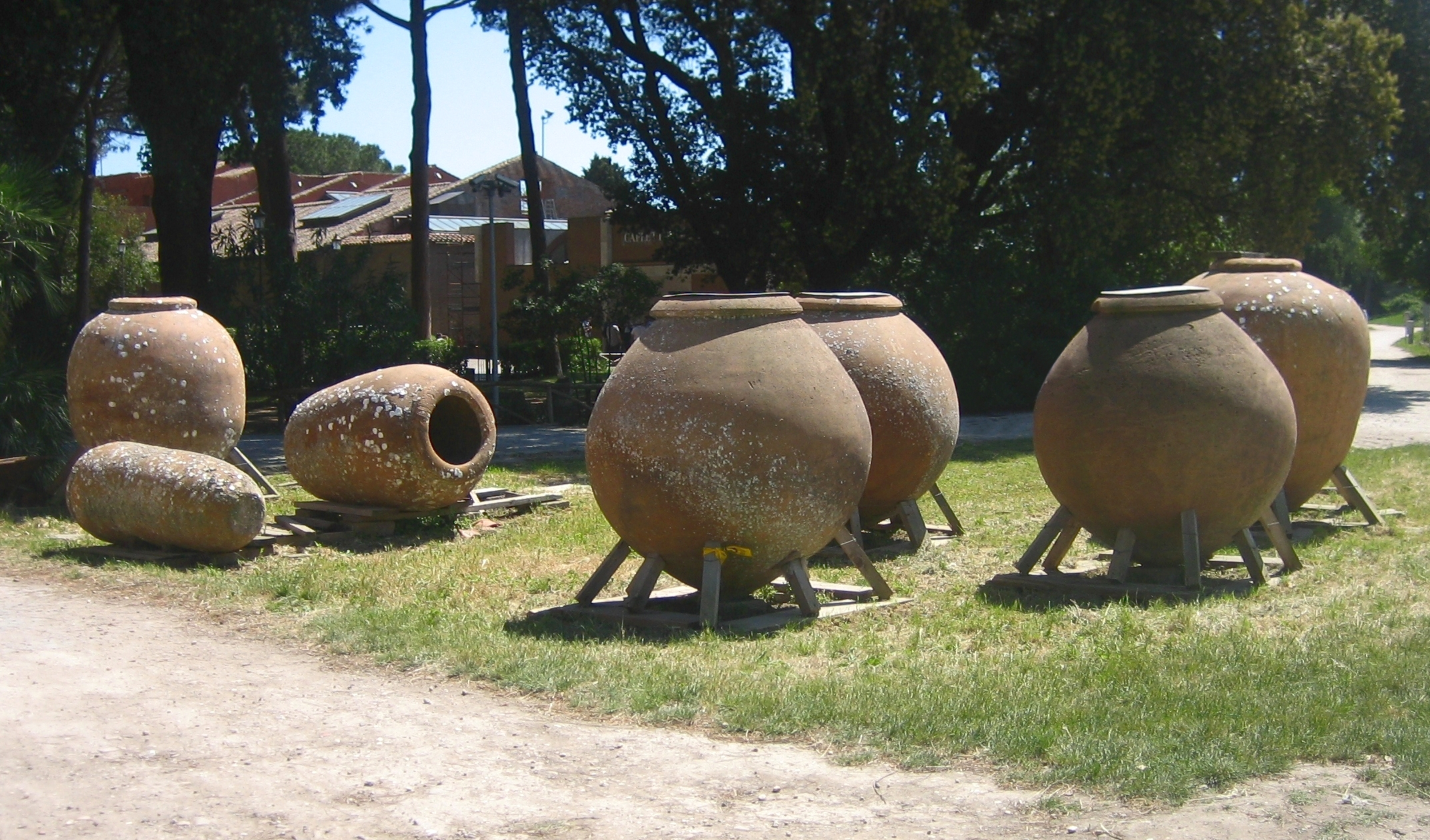
Dolia en Ostia Antica.

El dolium (plural dolia) es una vasija de alfarería de la antigua Roma, similar a una tinaja, usada para almacenar y transportar alimentos en el Mediterráneo.

## Descripción
Aunque muchos autores modernos cometen el error de traducir dolium como ‘barril de madera’, en realidad era un contenedor o jarra muy grande hecho de barro cocido. Tenía forma oval, con una boca ancha, pero era mucho mayor que el ánfora, una vasija parecida. El dolium no tenía cuello ni asas, y en muchos casos medía hasta 1,8 m de alto. Algunos ejemplos cuentan con un cuerpo redondeado que cae hasta un fondo plano, mientras otros, más frecuentes, tienen un fondo totalmente redondeado. Se forraban con brea o cera para albergar o procesar alimentos líquidos y sólidos. Algunas fuentes mencionan dolia de hasta 50 cuadrantales, unos 1300 l. Aunque no había un tamaño estándar real para los dolia, incluso los de menor capacidad registrados por Plinio el Viejo seguían teniendo un tamaño excepcional.

## Historia
Mucho de lo que se sabe sobre los dolia procede de fuentes literarias antiguas. Estas fuentes ayudan a definir las dimensiones, forma y uso básico del dolium. Más específicamente, la mayoría de esta información procede de textos latinos que tratan de agricultura, notablemente De agri cultura de Catón el Viejo, Res rustica de Varrón, Res rustica de Columela y Res rustica de Paladio. Como estas fuentes tratan sobre los asuntos rurales de la época, proporcionan un retrato de la vida y la cultura de la Antigua Roma, en términos de su uso del dolium. Una segunda fuente importante digna de estudio sobre los dolia es el Digesto de Justiniano, una recopilación de citas de obras anteriores de juristas romanos que discuten la importancia de la integración de los dolia en la antigua sociedad romana. Estas fuentes, junto con diversas otras de menos importancia donde los dolia se mencionan solo brevemente, caracterizan al dolium como el mayor tipo de vasija de barro cocido jamás fabricado por los romanos.

## Uso y finalidad
Existen abundantes evidencias para apoyar la afirmación de muchos arqueólogos clásicos de que los dolia se usaban exclusivamente en tierra para el proceso y almacenaje de alimentos. Por ejemplo, los dolia eran fabricados en su mayor parte por alfareros viajeros especializados o por talleres que también estaban involucrados principalmente en la producción de cerámica para arquitectura. Se usaban en lugares de producción tales como granjas, y en puntos de ventas como tabernas y almacenes urbanos. Los dolia también se usaban en teatros por sus cualidades acústicas (presumiblemente para efectos sonoros).

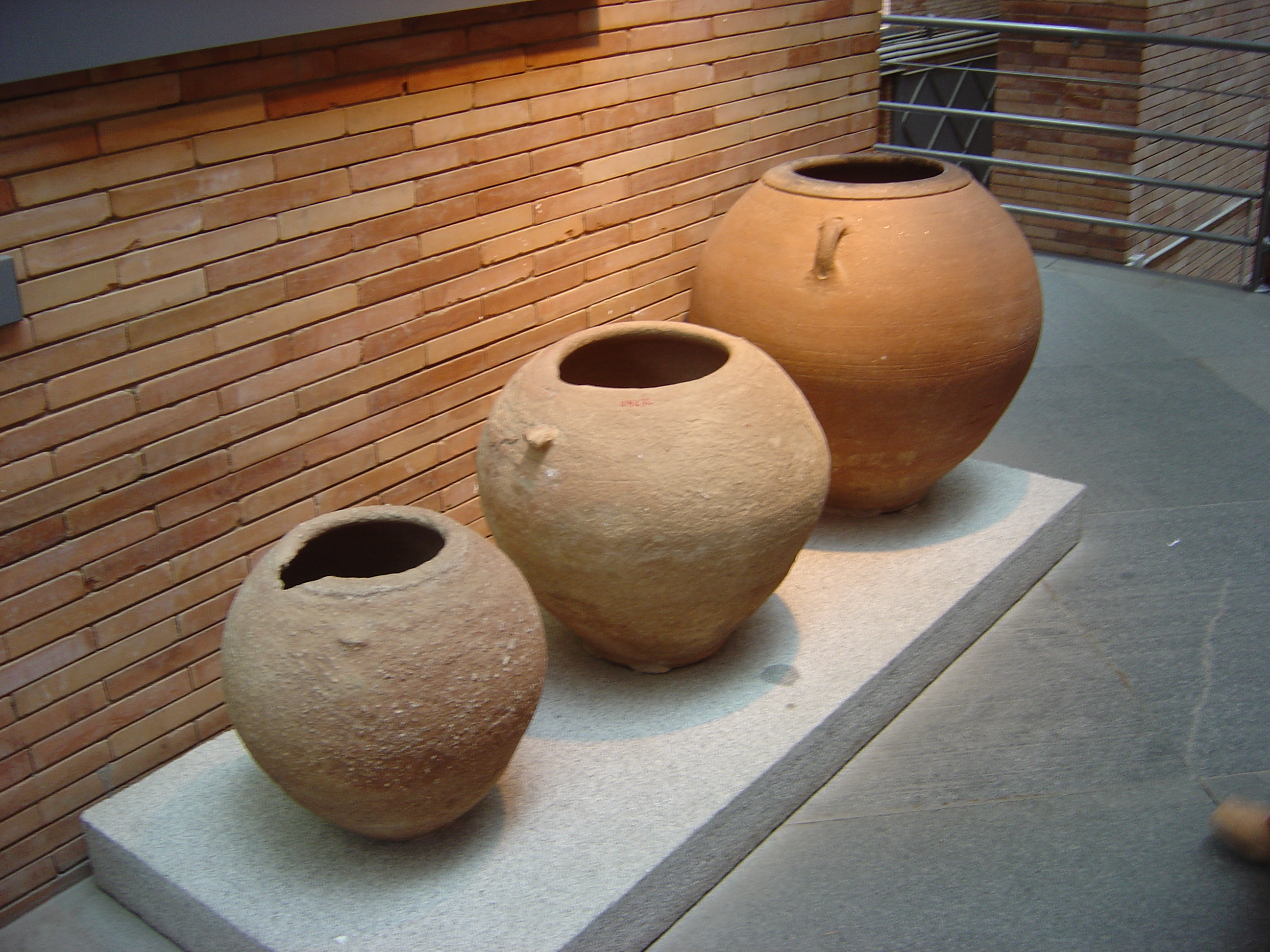
Dolia de Augusta Emerita en Museo Nacional de Arte Romano (Mérida, España).

Los dos métodos de almacenar dolia eran mantenerlos medio enterrados en el suelo o de pie bajo techo. Se usaban para contener artículos como vino, piel de uva, aceite de oliva, amurca, trigo y otros cereales comunes. A diferencia del ánfora, el dolium no se consideraba un accesorio a vender junto con la mercancía que contenía, sino que los dolia constituían instalaciones fijas, siendo su finalidad principal servir de almacenamiento permanente para los productos.
Sin embargo, los dolia también se usaron frecuentemente en relación con infraestructuras de transporte, como los barcos mercantes y lugares de almacenaje temporales como los almacenes portuarios. Los dolia se fabricaban de forma que pudieran usarse en el transporte marítimo. Se han descubierto restos de barcos mercantes romanos con dos o tres filas de dolia a lo largo de la quilla, aparentemente cementados para evitar su desplazamiento, que servían como receptáculos fijos para el transporte de vino. Los altos precios de los dolia sirven de evidencia de que su adquisición para el transporte marítimo suponía una inversión considerable. Además, debido a su gran peso y volumen, su sustitución debió haber sido una molestia enorme. Por esto se tomaban grandes precauciones al manipularlos, de forma que se conservasen útiles durante mucho tiempo.
A partir de restos e investigación etnográfica, se sabe que en muchos casos las grandes vasijas de almacenaje permanecían en uso varias décadas, por lo que parece plausible sugerir que los dolia permanecían habitualmente en uso al menos 20 o 30 años e incluso más.

## En el comercio marítimo

### Posición en los barcos
Aunque el misterio de los dolia en relación con el comercio marítimo sigue pendiente de resolución, se tiene suficiente evidencia de naufragios para apoyar su importante aunque corta existencia. Así, una de las evidencias más importantes del uso de dolia en el comercio de alimentos es su presencia a bordo de antiguos barcos mercantes romanos. Se han descubierto al menos siete barcos naufragados que llevaban dolia, fechados entre el siglo I a. C. y el siglo III d. C. Tres de los más interesantes e identificables que han llevado al estudio de los dolia son el Diano Marina, el Petit Congloue y La Giraglia.
El naufragio Diano Marina (Liguria, Italia) fue descubierto con quince dolia aún intactos. Debido a la relativamente alta profundidad, estuvo lo suficientemente protegido de las perturbaciones naturales y humanas como para permitir un estudio más detallado de sus dolia, que tienen básicamente dos formas diferentes, que corresponden en realidad a dos posiciones distintas a bordo del barco. Cuatro dolia largos casi cilíndricos estaban ubicados en una fila a lo largo de la quilla del barco, mientras diez más cortos y casi redondos estaban dispuestos en dos líneas y descansaban a los lados de los anteriores. Este tipo de disposición parece estar directamente relacionado con la estructura del barco y con mucha probabilidad implicaba que las bocas de los dolia quedaban al mismo nivel. Respecto a la capacidad total de los dolia en un barco romano, solo en el caso del naufragio Diano Marina es posible alcanzar una estimación. A partir de los cálculos de la capacidad de los dolia cilíndricos centrales y los redondos de alrededor, la capacidad total de los dolia del barco habría sido aproximadamente de 36 m³.
El naufragio Petit Congloue (Marsella, Bouches-du-Rhône, Provenza, Francia) fue descubierto en un entorno parecido al del Diano Marina. Su ubicación en aguas relativamente profundas lo protegió también suficientemente de las perturbaciones, lo que permitió un estudio más detallado de la posición de los dolia a bordo de este barco mercante romano. Sin embargo, en el naufragio Petit Congloue todos los dolia estaban desafortunadamente llenos de cieno, haciendo imposible distinguir sus formas individuales, pero su disposición muestra claramente el mismo patrón de tres filas paralelas a la quilla del naufragio Diano Marina, lo que nos permite especificar que las vasijas de cada fila tenían en realidad tamaños comparables a los de la fila vecina. Es importante destacar que incluso aunque este naufragio no nos permite estudiar las formas de estos dolia particulares, la recuperación esporádica de dolia aislados del mar sin orígenes conocidos muestra básicamente dos formas diferentes y distintivas: cilíndrica y redonda.

### Construcción de los barcos dedolia
El naufragio La Giraglia, descubierto junto a la costa de Córcega (Francia), es especialmente interesante porque se reconoce oficialmente como un barco cisterna. Este tipo de navío se destinaba al trasporte mayorista de dolia, ya que estos grandes recipientes presumiblemente se disponían en su lugar a medida que se construía el barco. La Giraglia llevaba al menos ocho dolia y su excavación arroja luz sobre la construcción del barco y cómo estos navíos contribuyeron a abrir nuevas rutas comerciales en el Mediterráneo occidental. El barco cisterna fue una innovación en la construcción naval destinada a responder a cambios en la producción y transporte de vino provocados por la expansión romana. El barco cisterna empezó a construirse en la época de Augusto y continuó hasta el siglo II d. C. El relativamente corto periodo de construcción de este tipo de barco sugiere que hubo problemas con su diseño, lo que provocó su abandono. Como cada descubrimiento ilumina las formas en que el comercio marítimo se adaptó a las exigencias de la producción y el transporte, el naufragio La Giraglia es esencial para comprender el comercio dentro del Mediterráneo.
Como el barco de dolia tuvo un final muy traumático, quedaron pocos restos del casco que excavar y estudiar. El entablado del casco también se ha conservado muy mal, pero sin embargo se descubrieron trece tablones que dan una idea del barco completo. Los tablones estaban unidos entre sí gracias a un machihembrado y ensamblados en la primera construcción clásica de armazón. El espacio entre cajas y su anchura era muy estrecho. También parece ser ligeramente más ancho que las clavijas. Se cree que el espacio dejado entre las cajas se destinaba a compensar posibles desalineamientos de tablones opuestos. Parece que estaban dispuestos en línea recta, en lugar de alternados para evitar que la madera se rompiera. Veintiséis armazones también se han identificado y registrado como correspondientes al naufragio La Giraglia. La gran cantidad de clavos señala su importancia como elemento de refuerzo en el ensamblaje de los armazones con el entablado.
La Giraglia era un navío de tamaño medio, pero tenía unas pocas características bastante inusuales, ya que el descubrimiento y estudio de los veintiséis marcos revela que el 58,8% del casco conservado estaba hecho de roble, algo que nunca se había visto antes en el Mediterráneo. Sin embargo, no puede asumirse que todo el casco del barco estuviera hecho de esta madera, ya que quizá se usara solo para el caso, lo que ciertamente sería un rasgo interesante de estos buques cisterna. El constructor del barco podría haber creído necesario usar esta madera dura porque el peso de la carga se concentraba en la sección central de la nave. En general, había seis tipos de madera usados en la construcción de La Giraglia: roble para el armazón y el machihembrado, haya y olmo también para los marcos, fresno para las pequeñas clavijas usadas en el entablado del casco, y abeto y otros dos tipos de roble. El carpintero sabía obviamente cómo usar apropiadamente las especies disponibles para la construcción de las diferentes estructuras y elementos del barco.

Cualesquiera sean las respuestas a las numerosas preguntas planteadas sobre los navíos de dolia o buques cisterna, estos barcos deben ser considerados no solo una innovación técnica en su época, sino también una empresa audaz. La presencia de enormes contenedores en la bodega suponía un peligro obvio y real. La rotura de un dolium lleno habría provocado que casi dos toneladas de vino se vertiera rápidamente a la bodega, lo que habría resultado en una repentina desestabilización y vuelco de la nave. A pesar de las ventajas de los dolia sobre las ánforas, los riesgos [obvios] pueden explicar por qué desaparecieron los barcos cisterna.

### Descubrimiento reciente
Un nuevo barco de dolia naufragado ha sido descubierto recientemente cerca de la costa de la isla toscana de Elba. El barco romano estaba perfectamente conservado, conteniendo nueve dolia intactos que medían dos metros de alto y cinco de perímetro. Los expertos estiman que el navío tenía unos 22 m de largo y lo fechan en la época del primer imperio romano. «Es la primera vez que se ha hallado un barco completo e intacto», comentó Michelangelo Zecchini, un arqueólogo que trabaja para el Forum UNESCO. «Sin embargo solo el número de contenedores y su magnífica condición hacen a este descubrimiento realmente asombroso.» La excavación será lenta y tediosa, ya que los restos del barco descansan bajo un metro de cieno, pero los arqueólogos esperan que este descubrimiento proporcione información y detalles valiosos sobre la disposición y carga del navío, así como de otros buques similares. Esto ayudará a los historiadores a entender y estudiar mejor las rutas marítimas del Mediterráneo en la Antigüedad.
ProMare, una organización sin ánimo de lucro que promueve el descubrimiento y excavación de restos marinos en todo el mundo, está dirigiendo el proceso de excavación, que empezó el 2 de septiembre de 2008 y supone un intento actual de usar tecnología moderna. Hasta el momento se ha descubierto que el barco llevaba 10 dolia con una capacidad de 1,5–1,7 m³ cada uno. Se planea seguir excavando en 2009 con el uso de un ROV fabricado expresamente.

### Conclusiones
El estudio y análisis del uso de los dolia a bordo de barcos mercantes romanos demuestra que no era muy diferente del practicado en tierra:

Parece que los dolia se hacían con una forma que permitía encajarlos perfectamente dentro de un barco para dejar el mínimo espacio vacío. La fila central estaba compuesta de dolia cilíndricos más altos, mientras las otras dos, dispuestas a ambos lados de la central, estaba formada por vasijas más bajas y redondas. La muy ajustada disposición de los dolia ha llevado a la conclusión de que estos contenedores nunca eran retirados de su sitio a bordo del barco y que cuando llevaban vino este se vertía y extraía en los puertos. Esta conclusión está apoyada por el hecho de que todos los dolia hallados en edificios portuarios romanos estaban incrustados en el suelo, y por tanto también eran inamovibles.

En términos de comercio marítimo, se sabe que los dolia se destinaban al transporte de vino y que no podían retirarse de los barcos que los portaban. Esto está apoyado por un ambiguo pasaje del texto latino del Compendio de Plinio que habla sobre el vertido de vino en barcos especializados. Esto lleva a la conclusión de que los barcos que portaban dolia se destinaban exclusiva y específicamente al transporte de vino.

Quizá uno de los resultados más interesantes de la búsqueda de información sobre los dolia es el hecho de que han sido hallados en considerables cantidades en cada paso del sistema de suministro alimentario relacionado con el comercio por mar. De hecho, los restos arqueológicos confirman la existencia de una organización comercial, que compraría un cierto artículo alimentario, habitualmente vino, almacenado en dolia... En un segundo paso el mismo artículo podía transportarse a otros dolia en otros [almacenes] ubicados más cerca de los potenciales compradores... Todas las evidencias arqueológicas y literarias apoyan esta visión [del papel de los dolia en el comercio marítimo.]